# Калинівка (Мядельський район)
Калинівка (біл. вёска Калінаўка) — село в складі Мядельського району Мінської області, Білорусь. Село підпорядковане Сватківській сільській раді, розташоване в північній частині області.